# ممر متلا

موقع شبه جزيرة سيناء على الخريطة.

 ممر متلا  هو ممر طويل متعرج طوله 32 كم في سيناء. يقع بين سلاسل جبال شمال وجنوب سيناء على بعد حوالي 50 كيلومتراً شرق السويس. وهو مشهور كموقع لمعارك كبرى بين إسرائيل ومصر في أعوام 1956 و1967 و1973.

## متلا أثناء حرب عام 1956
في حرب 1956 احتله اللواء 202 الإسرائيلي بقيادة أرئيل شارون بدون إذن من قيادته، مما تسبب في مقتل 38 جندي إسرائيلي. انتقد شارون لهذا الغرض.
ويشترك في الأهمية الإستراتيجية مع عدد من الممرات الأخرى مثل صدر الحيطان، والختمية، وممر الجدي.وقد حوصر في ممر متلا عدد من الجنود المصريين ابان النكسة حتي قتل كثير منهم وتم أسر أخرون. ويكتسب أهمية لكونه يمكن الأرتال العسكرية من الأختفاء عن عين العدو.